# Elezioni presidenziali in Bielorussia del 2025
Le elezioni presidenziali in Bielorussia del 2025 si sono tenute il 26 gennaio per il rinnovo della Presidenza del paese.
Esse, come anticipato anche dai precedenti exit-poll, hanno visto la rinnovata rielezione, sebbene in un contesto già da tempo decisamente opaco e caratterizzato da dubbi arresti e rifiuti di molte candidature (riuscendovi, oltre al Presidente in carica, solo altri quattro candidati), del Presidente uscente Aljaksandr Lukašėnka che, con l’87,48% dei voti, è stato così riconfermato senza sorprese (e come previsto) per un ulteriore mandato.

## Contesto precedente
A partire dal 2001, la comunità internazionale concorda nel ritenere che il processo elettorale in Bielorussia non sia "[né] libero [né] equo".
Nel 2020, la netta vittoria di Aljaksandr Lukašėnka alle elezioni presidenziali è stata ampiamente contestata dall'opposizione, che ha accusato il governo di brogli elettorali. Questo ha dato origine a un movimento di protesta senza precedenti nella storia del paese, con massicce manifestazioni che hanno coinvolto centinaia di migliaia di persone, soprattutto a Minsk. In risposta, il regime ha avviato una dura repressione, arrestando e incarcerando numerosi dissidenti, tra cui figure di spicco come Maryja Kalesnikava e Sjarhej Cichanoŭskij.
Le elezioni presidenziali del 2025 si inseriscono in un contesto internazionale segnato dall'invasione russa dell'Ucraina. La Bielorussia, stretta alleata della Russia, ha consentito a Vladimir Putin di utilizzare il proprio territorio come base per lanciare l'offensiva nel febbraio 2022. Sebbene le forze armate bielorusse non siano direttamente coinvolte nel conflitto, il paese ha ulteriormente rafforzato i suoi legami strategici con Mosca, ospitando tra l'altro armi nucleari tattiche. Alla fine di settembre 2024, Putin ha annunciato una revisione della dottrina nucleare russa, estendendo alla Bielorussia la possibilità di utilizzo delle testate "in caso di aggressione".
Il 23 ottobre 2024, la Commissione elettorale centrale (CEC) ha annunciato la data delle elezioni, che si terranno il 26 gennaio 2025. Svjatlana Cichanoŭskaja, una delle leader dell'opposizione democratica in esilio, ha rilasciato una dichiarazione lo stesso giorno, definendo le elezioni una "farsa senza un vero processo elettorale, condotta in un'atmosfera di terrore".
Il 6 novembre 2024, il Centro per i diritti umani Viasna ha rivelato che le autorità bielorusse avevano avviato una nuova ondata di arresti, con oltre cento persone fermate in una settimana, molte delle quali accusate di essere coinvolte in chat online.

## Sistema elettorale
Per le elezioni presidenziali, la legge elettorale bielorussa prevede l’applicazione di una versione modificata del sistema maggioritario uninominale a doppio turno, secondo cui viene eletto al primo turno il candidato che ottenga una maggioranza pari o superiore al 55% dei voti espressi. Tuttavia, qualora nessun candidato raggiunga tale soglia, si procede con un secondo turno di votazioni tra i due più votati; colui che riceve il maggior numero di preferenze in questa fase viene dichiarato eletto.
Oltre a ciò, l'Art. 80 della Costituzione della Repubblica di Bielorussia stabilisce che i candidati debbano soddisfare i requisiti sottostanti:
- Avere almeno 40 anni di età;
- Essere residenti in Bielorussia per almeno 20 anni;
- Non avere una cittadinanza straniera, un permesso di soggiorno, o altri documenti di un paese straniero che diano diritto a benefici o altre agevolazioni, né al momento delle elezioni né in qualsiasi momento prima.

Dal 2004, infine, la Legge fondamentale non stabilisce alcun limite normativo al numero di mandati presidenziali consecutivi.

## Candidati
Il 23 dicembre 2024, la CEC ha concluso il vaglio delle candidature, decretando l'ammissione alla corsa presidenziale dei seguenti nominativi:
| Candidato | Candidato | Candidato            | Partito                                           | Data di accettazione |
| --------- | --------- | -------------------- | ------------------------------------------------- | -------------------- |
|           |           | Aljaksandr Lukašėnka | Indipendente (supportato da Belaja Rus')          | 29 ottobre 2024      |
|           |           | Aleh Gajdukevič      | Partito Liberal-Democratico di Bielorussia        | 31 ottobre 2024      |
|           |           | Aljaksandr Chižnjak  | Partito Repubblicano del Lavoro e della Giustizia | 31 ottobre 2024      |
|           |           | Hanna Kanapackaja    | Indipendente                                      | 4 novembre 2024      |
|           |           | Sjarhej Syrankoŭ     | Partito Comunista della Bielorussia               | 4 novembre 2024      |

### Candidati respinti
| Candidato | Candidato | Candidato          | Partito        | Data del rifiuto |
| --------- | --------- | ------------------ | -------------- | ---------------- |
|           |           | Juras' Hubarėvič   | Per la Libertà | 29 ottobre 2024  |
|           |           | Aljaksandr Drazdoŭ | Indipendente   | 29 ottobre 2024  |
|           |           | Dyjana Kavalëva    | Indipendente   | 4 novembre 2024  |
|           |           | Viktar Kuleš       | Indipendente   | 4 novembre 2024  |

## Risultati
| Aljaksandr Lukašėnka   | Indipendente-Belaja Rus' (IND-BR)                        | 5 136 293 | 87,48 |  |  |  |  |  |
| Sjarhej Syrankoŭ       | Partito Comunista della Bielorussia (KPB)                | 189 740   | 3,23  |  |  |  |  |  |
| Aleh Gajdukevič        | Partito Liberal-Democratico di Bielorussia (LDPB)        | 119 272   | 2,03  |  |  |  |  |  |
| Hanna Kanapackaja      | Indipendente (IND)                                       | 109 760   | 1,87  |  |  |  |  |  |
| Aljaksandr Chižnjak    | Partito Repubblicano del Lavoro e della Giustizia (RPTS) | 102 789   | 1,75  |  |  |  |  |  |
| Nessuno dei precedenti | —                                                        | 213 277   | 3,63  |  |  |  |  |  |
| Totale                 | Totale                                                   | 5 871 131 | 100   |  |  |  |  |  |
|                        |                                                          |           |       |  |  |  |  |  |
| Voti non validi        | Voti non validi                                          | 45 064    | 0,76  |  |  |  |  |  |
| Votanti                | Votanti                                                  | 5 916 195 | 85,69 |  |  |  |  |  |
| Elettori               | Elettori                                                 | 6 903 994 |       |  |  |  |  |  |

| Aljaksandr Lukašėnka |  | 87,48% |
| Sjarhej Syrankoŭ     |  | 3,23%  |
| Aleh Gajdukevič      |  | 2,03%  |
| Hanna Kanapackaja    |  | 1,87%  |
| Aljaksandr Chižnjak  |  | 1,75%  |

NOTA: Il grafico esclude la rappresentazione dei votanti per “Nessuno dei precedenti” in quanto, sebbene sia un’opzione validamente riconosciuta dal sistema, essa comunque determina il medesimo effetto di una scheda bianca.